# Rhossili
Koordinaten: 51° 34′ N, 4° 17′ W
Rhossili (walisisch Rhosili) ist eine Ortschaft am südwestlichen Ende der walisischen Halbinsel Gower in Großbritannien; seit 1970 wird Rhossili als Ortsteil von Swansea geführt. Der Name Rhossili beruht vermutlich auf einer Kombination der walisischen Wörter rhos, welches Moor bedeutet und heli, welches Salzwasser bedeutet. In alten Schriften findet man die Schreibweise Rose-hilly, was für die oben genannte Theorie spricht. Der Ort als solcher hat nur wenig über hundert Einwohner und ist landwirtschaftlich geprägt. Da jedoch unmittelbar bei Rhossili drei vielbesuchte touristische Attraktionen auf Gower liegen, nämlich Worm’s Head, Rhossili Down mit The Beacon sowie der Strand an der Rhossili Bay, wird Rhossili oft mit diesen Begriffen verbunden. Wegen dieser Attraktionen ist Rhossili gerade im Sommer sehr stark besucht.

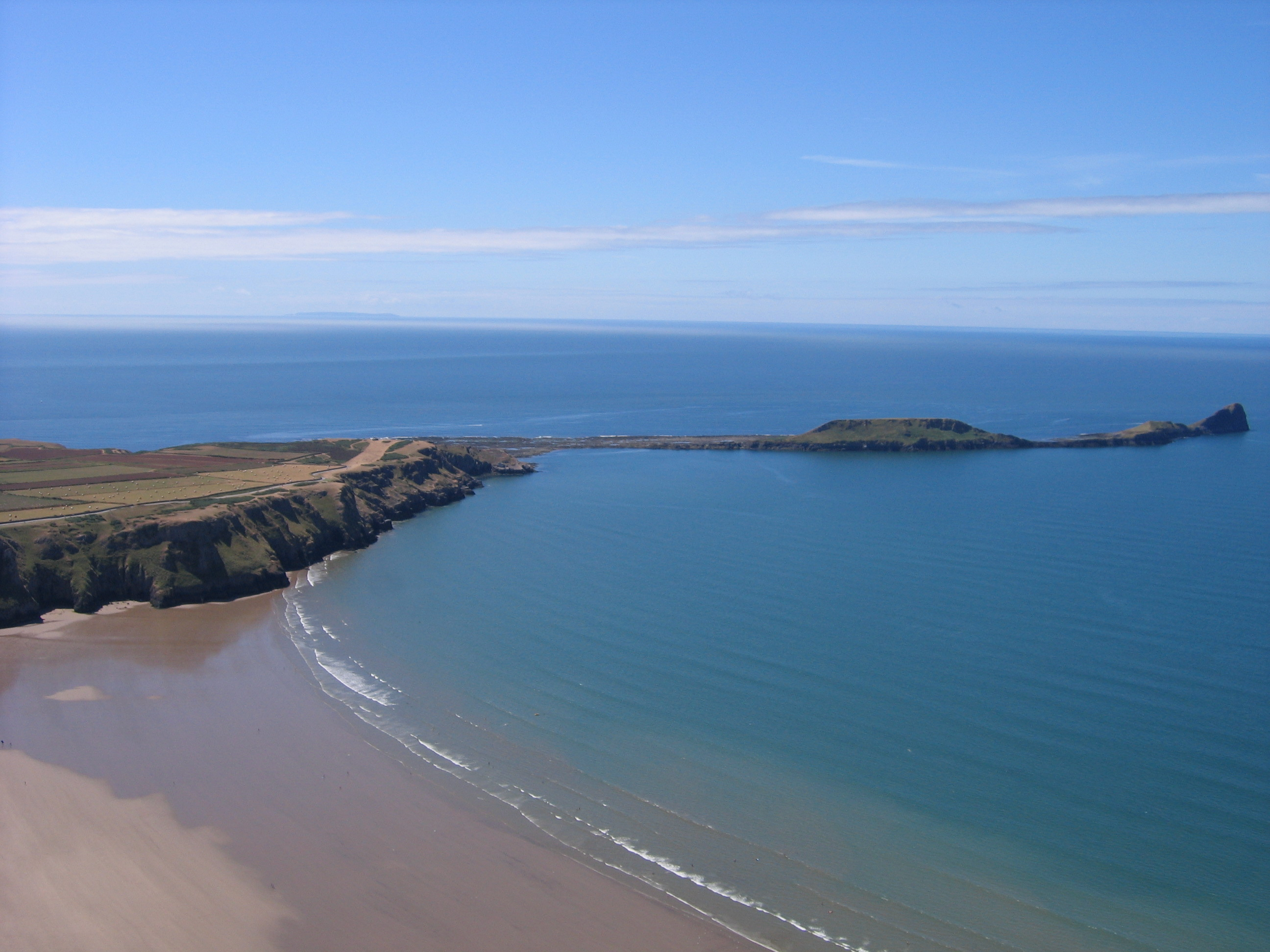
Worm’s Head

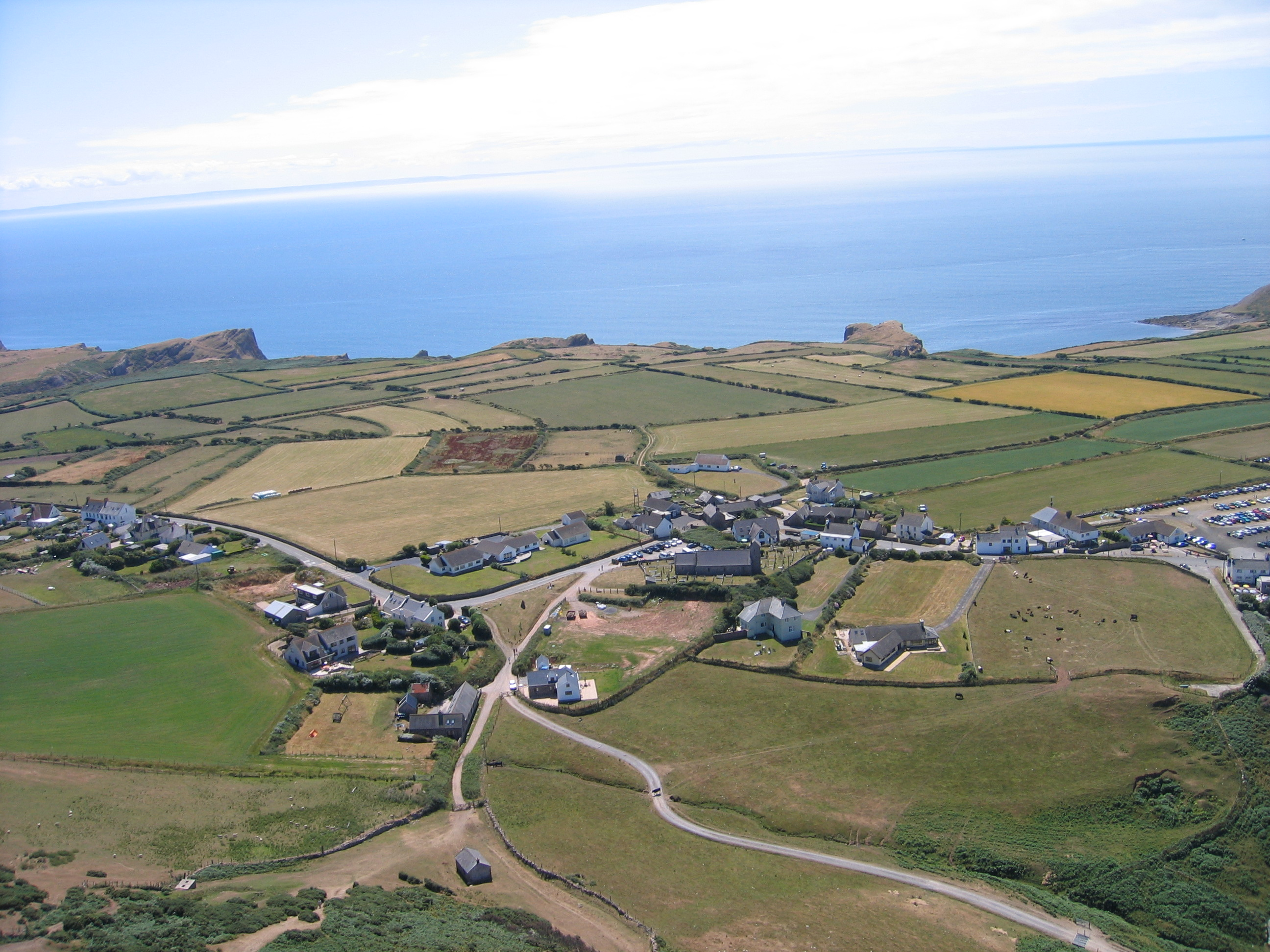
Rhossili, Gower

In Rhossili findet sich am zentralen Parkplatz die Geschäftsstelle des National Trust für Gower mit Shop und Café. Dort sind sowohl kostenlose Wandervorschläge als auch weiteres Informationsmaterial über Rhossili und Gower zu bekommen.